# Rokszyce (gromada)
Rokszyce (od 7 XII 1957 Olszany) – dawna gromada, czyli najmniejsza jednostka podziału terytorialnego Polskiej Rzeczypospolitej Ludowej w latach 1954–1972.
Gromady, z gromadzkimi radami narodowymi (GRN) jako organami władzy najniższego stopnia na wsi, funkcjonowały od reformy reorganizującej administrację wiejską przeprowadzonej jesienią 1954 do momentu ich zniesienia z dniem 1 stycznia 1973, tym samym wypierając organizację gminną w latach 1954–1972.
Gromadę Rokszyce z siedzibą GRN w Rokszycach utworzono – jako jedną z 8759 gromad na obszarze Polski – w powiecie przemyskim w woj. rzeszowskim na mocy uchwały nr 30/54 WRN w Rzeszowie z dnia 5 października 1954. W skład jednostki weszły obszary dotychczasowych gromad Olszany, Brylińce, Cisowa, Rokszyce, Krzeczkowa, Mielnów i Chołowice (bez przysiółka Przedchołowice) ze zniesionej gminy Krasiczyn oraz obszar dotychczasowej gromady Krasice ze zniesionej gminy Kuńkowce w tymże powiecie. Dla gromady ustalono 9 członków gromadzkiej rady narodowej.
7 grudnia 1957 gromadę Rokszyce zniesiono przez przeniesienie siedziby GRN z Rokszyc do Olszan i zmianę nazwy jednostki na gromada Olszany.